# Hintermeilingen
Hintermeilingen ist ein Ortsteil der Gemeinde Waldbrunn (Westerwald) im mittelhessischen Landkreis Limburg-Weilburg. Zu diesem Ortsteil gehört auch die Ansiedlung Schlagmühle. In dem Westerwalddorf wohnen über 1200 Einwohner. Historisch überliefert ist für den Ort auch der Name Lahrmeilingen.

## Geographie

### Geographische Lage
Hintermeilingen liegt im südöstlichen Westerwald, etwa 15 Kilometer nördlich von Limburg an der Lahn, 12 Kilometer westlich von Weilburg und 14 Kilometer östlich von Westerburg. Der Ort liegt in Hessen, nahe der Grenze zu Rheinland-Pfalz.
Die angrenzenden Orte sind, von Norden beginnend im Uhrzeigersinn: Fussingen, Lahr, Heckholzhausen, Steinbach, Ellar. Ungefähr drei Kilometer westlich, jedoch durch den Höhenrücken Heidenhäuschen getrennt, liegt der Ort Hangenmeilingen (Gemeinde Elbtal).

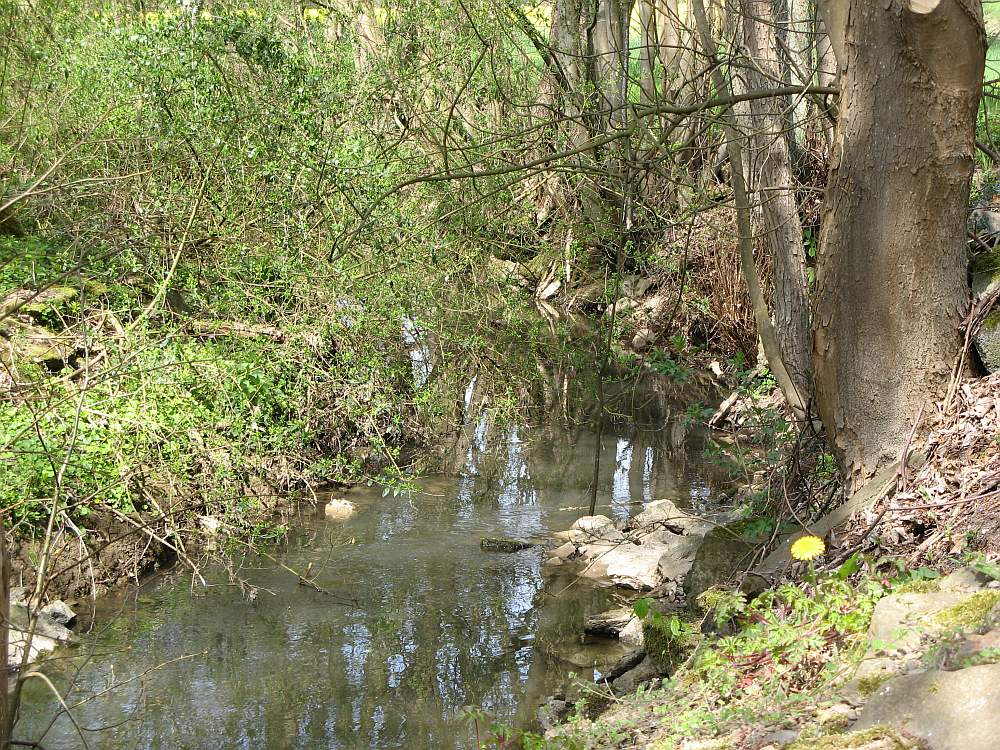
Der Kerkerbach im Bereich der Schlagmühle

Der Ort liegt in der Quellmulde des Hintermeilinger Floß bei etwa 243 m.ü.NN und ist von bewaldeten Höhenrücken umgeben. Bei den Wäldern handelt es sich überwiegend um Buchen- und Nadelmischwälder. Die Gemarkung gehört zum Vorfluterbereich des Hintermeilinger Floß und des Kerkerbachs. Der Hintermeilinger Floß mündet bei der Schlagmühle in den Kerkerbach.
Nördlich von Hintermeilingen befindet sich ein Höhenrücken aus den Bergen Oberholz (331,0 m.ü.NN), Bühl (303,3 m.ü.NN), Steinkopf (329,8 m.ü.NN), Honigberg (311,5 m.ü.NN). Die Quellmulde setzt sich im Westen in die Ellarer Gemarkung, dem Bereich der Wüstung Oberndorf, fort und schließt mit dem Höhenrücken Heidenhäuschen aus den Bergen Burg (350 m.ü.NN), Remelsberg (397,8 m.ü.NN), Spitzberg (335 m.ü.NN) ab. Nach Süden und Südosten wird die Quellmulde durch die Berge Gackenberg (301,3 m.ü.NN) und den Gleisenberg (308,1 m.ü.NN) abgeschlossen.

### Geologie

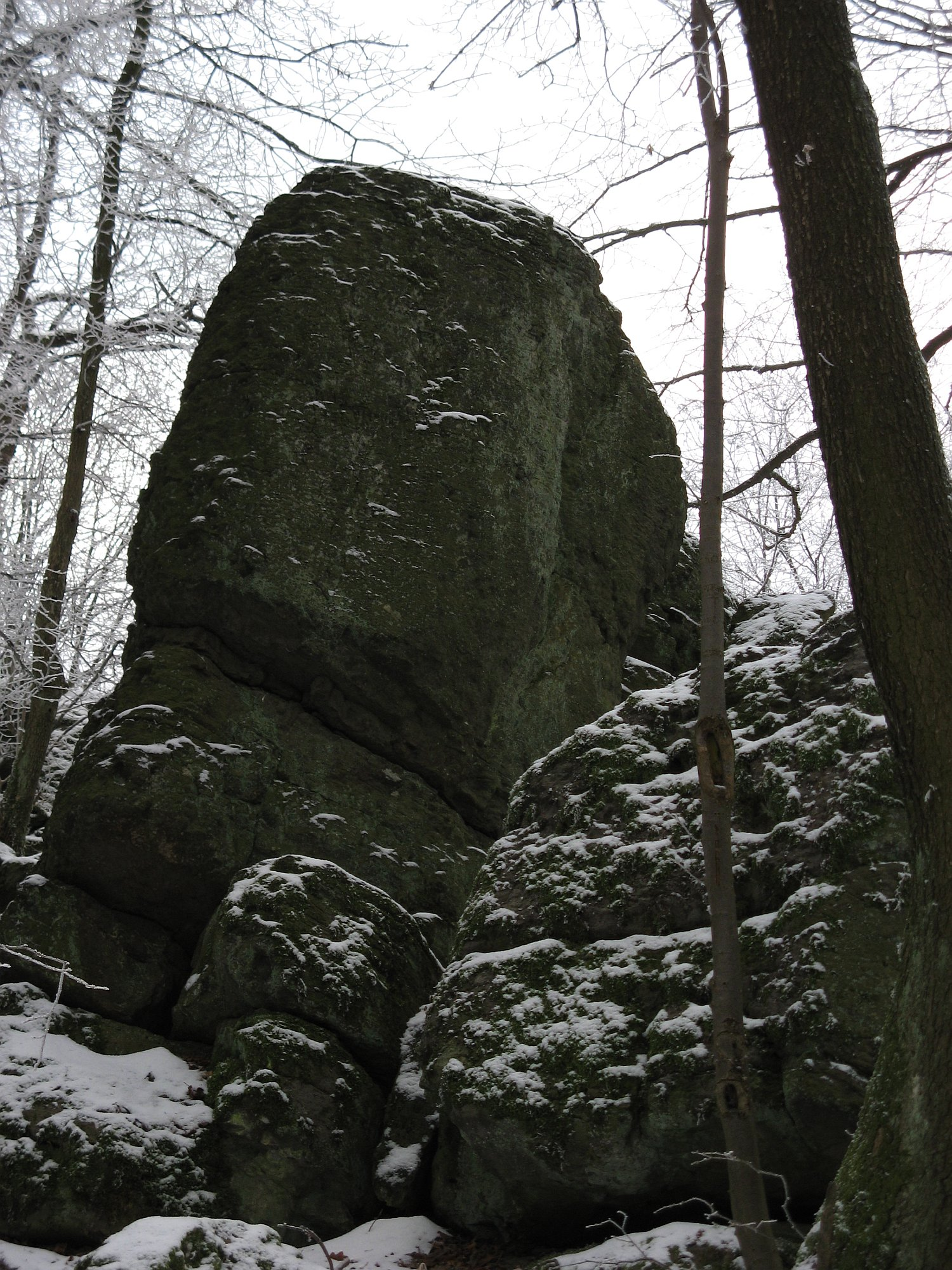
Basaltblockmeer am Heidenhäuschen ca. 3 Kilometer von Hintermeilingen

Der Ort liegt im Übergangsbereich zwischen dem Oberwesterwald und dem Limburger Becken im Oberwesterwälder Hügelland. Geologisch besteht der Untergrund aus oberdevonischem Schiefer. Die Höhenrücken im Norden und Westen bestehen überwiegend aus Olivinbasalten. Die beiden südlich gelegenen Berge bestehen überwiegen aus Quarziten. Diese Schichten besitzt ein Alter vor etwa 300 Millionen Jahren.
In der Gemarkung bestehen ausgeprägte Tonvorkommen. Diese Tonablagerungen haben eine Mächtigkeit von etwa 12 Meter. Sie sind vor etwa 52–40 Millionen Jahren während der Oligozänzeit gebildet worden. Der oberste Bodenschicht, ca. 3–15 Meter, und der Oberboden sind stark lößhaltig. Diese Schichten haben sich während der Würmeiszeit vor etwa 115–10 Tausend Jahren gebildet.

### Klima
Die Jahresmitteltemperatur liegt bei 7,2 °C. Die mittlere jährliche Niederschlagsmenge beträgt etwa 750–760 Millimeter und ist damit etwas geringer als im Oberwesterwald und deutlich höher als im Limburger Becken. Durch die mittlere Höhenlage zwischen dem Lahntal und dem hohen Oberwesterwald gibt es nur ca. 40 Nebeltage jährlich.

## Geschichte

### Entstehung
Der Ort liegt in einem wahrscheinlich vorgermanischen Siedlungsgebiet. Bei Bauarbeiten der Kerkerbachbahn in Fussingen wurde eine Urne aus der Zeit um 1000 v. Chr. gefunden. Am Lindenberg bei Hausen wurden Keramikscherben aus der Hallstattzeit (Stufe C) um 700 v. Chr. gefunden. Bei Heckholzhausen und Lahr befinden sich Hügelgräber aus der späten Hallstattzeit. Von der Dornburg, dem Heidenhäuschen und vor allem in Lahr sind Funde bekannt, die eine keltische Besiedlung während der La-Tène-Zeit belegen.
Die Entstehung des Ortsnamens ist, wie beim nahen Fussingen, umstritten. Nach Prof. Dr. Heinrich Richter (ehemals Prähistoriker an der Justus-Liebig-Universität Gießen) handelt es sich um einen „unechten -ingen Namen“, der während der vorrömischen Siedlungsperiode bis 39 v. Chr. entstanden ist. Der Name beziehe sich auf die Matronae Mahalinehae der Ubier. Richter vermutet ein sakrales, den Mahalinehae geweihtes Gericht auf Remelsberg, von dem sich die Namen Hintermeilingen, Hangenmeilingen und Remelsberg ableiten. Nach dem Historiker Hellmuth Gensicke handelt es sich um einen „echten -ingen Name[n]“. Dieser zeige eine Entstehung des Ortes während der Völkerwanderung zwischen 375 und 600 n. Chr. an. Der Name beziehe sich auf den Gründer des Ortes, Megilo.
Die älteste bekannte eindeutige urkundliche Erwähnung erfolgte 1301 als Meylingen im Kirchspiel Lahr. Als Hinder Maylingen wurde der Ort nachweislich erstmals 1328 bezeichnet. Der Zusatz Hinter- wurde zur Unterscheidung von Hangenmeilingen eingeführt. Zuvor hießen beide Orte nur Mailingen, hierdurch ist die Zuordnung der älteren Urkunden nicht zweifelsfrei möglich. Ab 1585 wurde für Hintermeilingen zeitweise der Name Lahrmeilingen benutzt.

### Frühes Mittelalter
Hintermeilingen gehörte zum Zentgericht Lahr im Bereich des Mark Ellar („Allanaher Marka“). Gegen Ende der Karolingerzeit lag die Mark Ellar im Niederlahngau des Herzogtum Franken. Die Mark befand sich im 13. Jahrhundert als Amt Ellar im Besitz der Grafschaft Diez. Ab dem Jahr 1315 war das Zentgericht Lahr an die Herrschaft Merenberg verpfändet. Die Einlösung erfolgte vor 1333. Im Jahr 1337 verpfändete die Grafschaft Diez die Gebiete erneut, diesmal an das Haus Nassau-Hadamar. Die Einlösung erfolgte zwischen 1356 und 1362.
Sitz der Urpfarrei war Lahr, von der sich Hintermeilingen nie gelöst hatte. Das Kirchenpatronat lag bei dem Haus Runkel/Westerburg als Vögte des Stifts Gemünden. Der Ort verfügte über eine gotische Kapelle (erwähnt seit 1524) die St. Peter geweiht war. Spätestens im Jahr 1726 war die Kapelle jedoch St. Marien geweiht.

### Die von Mylingen
In Hintermeilingen war die niederadlige Familie „von Mylingen/von Meilinchin“ begütert, die wahrscheinlich aus diesem Ort stammte. Die Mitglieder der Familie standen im Dienst der adligen Familien Molsberg und Runkel/Westerburg. Bezeugte Mitglieder der Familie waren: Amshelm von Mylingen (im Jahr 1244)/von Meilinchin (1253) und seine Schwester Hildegard. Albrecht von Mylingen (um 1270) Conrad der Schwarze von Mylingen (um 1300) Jutta von Mylingen und ihre Söhne Heinrich und Kunz (zwischen 1352 und 1358).

### Grafschaft Katzenelnbogen
1367 trat die Grafschaft Diez das Amt Ellar mit dem Zentgericht Lahr als Mitgift an die Grafschaft Katzenelnbogen ab. Nach dem Ende des Erbfolgestreits der Grafschaft Nassau-Hadamar erhielt am 28. Juli 1408 das Haus Nassau-Dillenburg ein Drittel des Amtes Ellar, der Rest verblieb bei der Grafschaft Katzenelnbogen.
Die Bevölkerung lebte überwiegend von dem geringen Ertrag der Landwirtschaft auf den eher kargen Böden. Eine wichtige Rolle nahm über lange Zeit die Schafzucht ein. Die Landwirtschaft war seit dem Mittelalter in der Dreifelderwirtschaft organisiert. Für den Ort bestand Mühlenbann auf die Gadelheimer Mühle und die Ellarer Mühle. Durch die Realerbteilung entstanden immer kleinere Höfe, die dazu führten, dass die Bevölkerung versuchte weitere Einkommensquellen zu erschließen.
Nahe am Ort verlief eine Hohe Straße von Frankfurt über Limburg nach Siegen. Die Straße folgte der Wasserscheide zwischen dem Kerkerbach und dem Lasterbach, einem Seitenbach des Elbbach. Vermutlich wurde diese Straße während der karolingischen Zeit als Königsstraße angelegt. Auf Karten des frühen 18. Jahrhunderts von Hintermeilingen ist die Straße noch verzeichnet. Spätestens mit dem Bau der neuen Mainzer Landstraße (heute B 54) um 1780 verlor diese alte hohe Straße jedoch ihre Bedeutung.

### Nassau-Dillenburg

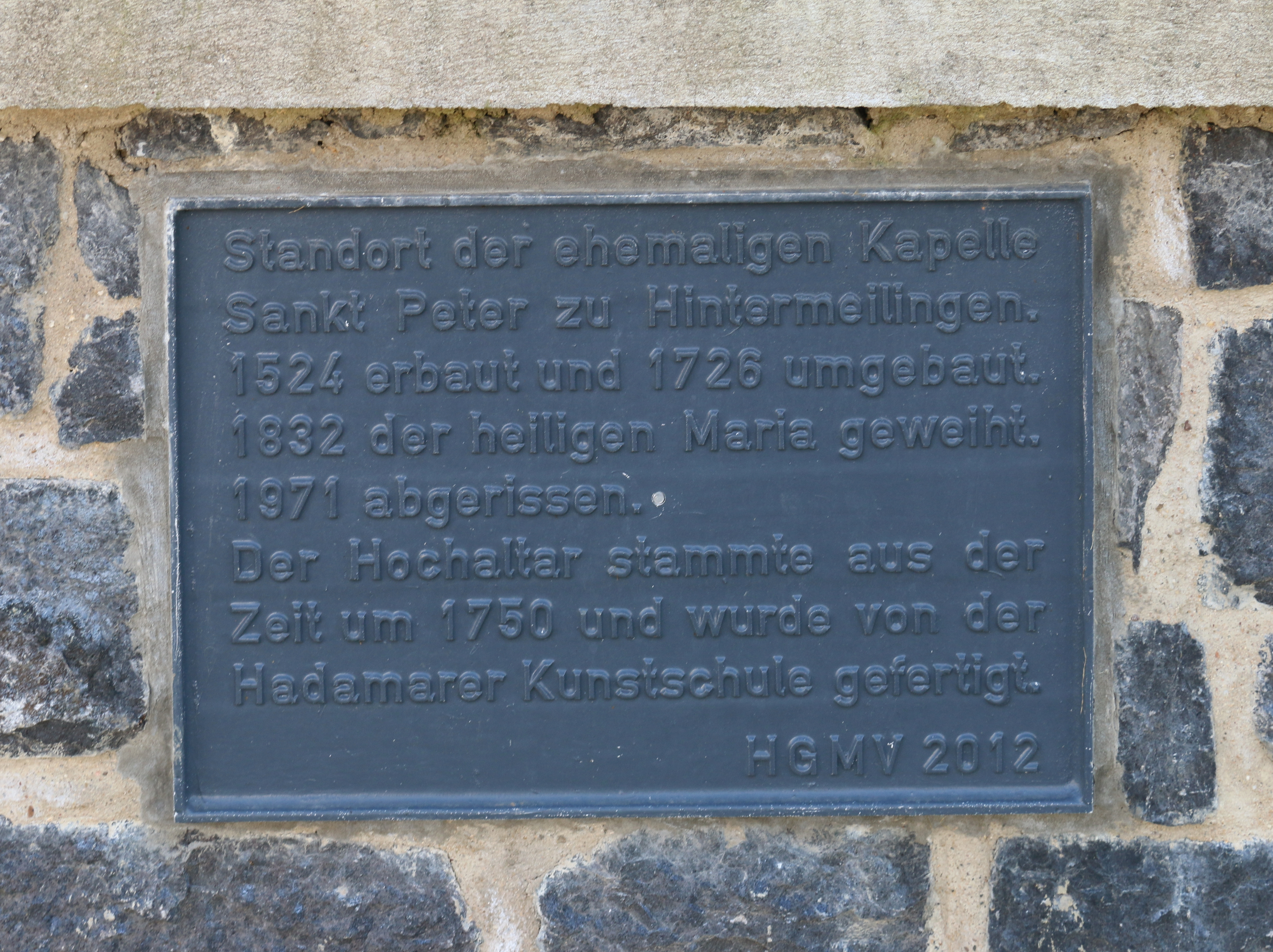
Erinnerungstafel für die 1524 errichtete Kapelle im Ort

Mit dem Tod von Philipp von Katzenelnbogen 1479 starben die Grafen von Katzenelnbogen im Mannesstamm aus. Es kam zu einem lang anhaltenden Streit zwischen den Grafen von Nassau-Dillenburg und der Landgrafschaft Hessen. Als nächster Verwandter Philipps ergriff Heinrich III. von Hessen-Marburg Besitz des Katzenelnbogener Erbes. Die hessischen Landgrafen verkauften 1534 die Hälfte ihres Anteiles an Kurtrier. Der „Frankfurter Vertrag“ führte zu einem Vergleich im Katzenelnbogener Erbfolgestreit 1555. Das Amt Ellar gehörte seitdem komplett zu Nassau-Dillenburg.
Im Ort wurde 1524 die Sankt-Peter-Kapelle erbaut. Ab dem Jahr 1536 setzte die Reformation in der Grafschaft Nassau-Dillenburg ein. Die Grafen von Dillenburg schrieben den lutherischen Glauben vor. Um 1557 trat der Landesherr Johann VI. von Nassau-Dillenburg zum Calvinismus über, was zu einem erneuten Wechsel der Religion führte.
Die zentrale Person der Reformation im Kirchspiel Lahr war der am 1. April 1576 eingeführte Pfarrer Eberhard Artopaeus. Anfangs Lutheraner, wurde er später ein überzeugter Calvinist. Artopaeus gründete 1582 die Kirchspielschule in Lahr. In dem Gebäude bei der Kirche wurde für alle Kinder aus dem Kirchspiel Unterricht im Winterhalbjahr durchgeführt. Für die Kinder aus Hintermeilingen bedeutete dieses einen Schulweg von ca. 30 Minuten.
Am 29. Januar 1590 wendete sich die Bevölkerung mit einem Schreiben an den Landesherren in Dillenburg. Sie klagten ihre Mitbürgerin Anna der Hexerei an und verlangten, dass ihr in Dillenburg der Prozess gemacht wird.

### Nassau-Hadamar
Bei der Erbteilung des Hauses Nassau-Dillenburg im Jahr 1607 wurde das Amt Ellar der neu gegründete Grafschaft Nassau-Hadamar unter Graf Johann Ludwig zugewiesen. Aus dem 1612 für die Grafschaft angelegten Salbuch geht hervor das der Zehnt in dieser Zeit im Besitz der Familien von Wied (ehemals von Runkel) und von Riedesel war. Im Jahr 1614 wurde das Dorf von einer Pestepidemie betroffen.
Mit dem Beginn des Dreißigjährigen Kriegs 1618 begann eine verheerende Phase für den Ort. Fast jährlich mussten die verschiedenen Kriegsparteien einquartiert werden, zudem musste die Bevölkerung erhebliche Sondersteuern tragen und Bestechungsgelder aufbringen. Ursache der Kriegslast war die Nähe zu den wichtigen Lahnübergängen und die anfängliche Neutralität der Grafschaft Nassau Hadamar, die dazu führte, dass keine Kriegspartei das Gebiet schonte. Ein Bewohner von Hintermeilingen schloss sich den schwedischen Truppen an.
Bereits 1619 marschierte eine Bayerische Armee durch die Grafschaft. Im Winter 1622/23 bezogen Truppen des ligistischen General Tilly Winterlager in der Grafschaft, nach ihrem Sommerfeldzug kehrten sie Winter 1623/24 zurück. 1626 durchquerten wieder Truppen der katholischen Liga den Ort. Am 23. Juni 1627 besetzten Wallensteins Truppen unter General Görzenichs den Oberen Westerwald. Nur mit einer gemeinsamen Aktion mehrerer Grafschaften gelang es, die plündernden Truppen zu vertreiben.
Im Winter 1628 quartierten Truppen aus Sachsen-Lauenburg an der Lahn. Das Hauptlager war bei Seelbach. Am 20. Dezember 1628 überfielen die Reiter des Sachsen-Lauenburgischen Regiment die Ellarer Schafherde, bedrohten den Schäfer mit vorgehaltener Pistole und nahmen fünf Schafe mit. Der Schäfer löste sofort Alarm aus. Mehrere Bürger aus Hintermeilingen und Ellar verfolgten die Reiter. Da im Seelbacher Lager die Schafe nicht mehr auffindbar waren, holte ein Bauer dort ein Pferd aus dem Stall, um sich schadlos zu halten. Der Soldat Isack Preuner wollte dieses mit vorgehaltener Pistole verhindern. In einem Handgemenge entwendete ihm der Bauer Josef Krauch die Pistole und erschoss ihn, worauf die Bauern aus dem Lager flüchteten. Einen Tag später beschwerte sich Corporal Dietrich Schirmen über den Vorfall schriftlich bei Graf Johann Ludwig von Nassau-Hadamar, was einen längeren Schriftwechsel zwischen dem Grafen und dem Kaiserlichen Generalcommissarius Peter Kunig zur Folge hatte. Am 12. Januar 1629 wurden elf Bauern aus Hintermeilingen und zwei aus Ellar im Gefängnis Ellar inhaftiert. Aufgrund der zahlreichen Bittgesuche der Familien wurden die meisten Bauern nach zehn bis zwanzig Tagen Haft freigelassen. Nur Jost Krauch verblieb in Haft. Er wurde wegen Mordes in Hadamar angeklagt. Sein weiteres Schicksal ist nicht überliefert.
Die oranisch-nassauischen Herrscher blieben trotz Restitutionsedikt im Besitz ihrer Länder, nachdem Johann Ludwig 1630 in Wien zum Katholizismus konvertierte. Mit der Durchführung der Rekatholisierung in seiner Grafschaft wurden die Jesuiten beauftragt. Eberhard Artopaeus nahm dieses zum Anlass sich im achtundachtzigsten Lebensjahr, nach 54 Jahren Dienstzeit als Pfarrer von Lahr pensionieren zu lassen.
1632/33 kam es zu starken Verheerungen durch schwedische Truppen. Die Soldaten raubten sämtliche Pferde sowie das gesamte Großvieh. Im September 1634 durchquerten hessisch/schwedische Truppen unter Peter Melander die Region, die Anfang Oktober desselben Jahres durch spanische Truppen abgelöst wurden. 1636 waren es schwedische und kaiserliche Truppen, 1638 wieder kaiserliche Truppen. 1640 nahmen die schwedischen Truppen im Amt Ellar Quartier. Auf einen Einwohner kamen zwei Soldaten. 1646 war ein Durchmarsch bayrischer Truppen zu verzeichnen.
Zum Zeitpunkt des Westfälischen Friedens ist der Ort wie das Umland vollends zerstört. Im Jahr 1650 wurde die Grafschaft Nassau Hadamar zum Fürstentum erhoben. Im Jahr 1679 hatte der Ort noch nicht die Anzahl an Einwohner von 1612 erreicht. Räuberbanden, Wegelagerer und Strauchdiebe machten noch immer die Gegend unsicher und raubten und stahlen. So geschah im Jahr 1689 im Wald zwischen Hintermeilingen und Obertiefenbach der Mord an dem Müllergesellen „Hirse-Fritz“.

### Oranien-Nassau
Nach dem Aussterben des Hauses Nassau-Hadamar im Jahr 1711 wurde das Fürstentum mehrfach zwischen den übrigen Ottonischen Linien des Hauses Nassau geteilt. Hintermeilingen fiel 1717 an das Haus Nassau-Dillenburg, ab 1739 an Haus Nassau-Diez, 1742/43 an das Haus Nassau-Siegen (Katholisch), im Jahr 1743 wieder Nassau-Diez (Oranien-Nassau) als letzte ottonische Linie.
Die katholischen Einwohner waren nun Untertanen der mehrheitlich calvinistischen Fürsten aus verschiedenen nassauischen Familienzweigen. Besonders Fürst Wilhelm IV von Nassau-Diez wollte den Calvinismus ab 1743 verstärkt fördern. Die Einwohner verweigern sich dem erneuten Religionswechsel. Der katholische Pfarrer umging das Taufverbot, indem die Kinder im nahen Ausland getauft wurden.
Es kam zu einer Phase des langsamen wirtschaftlichen Aufschwungs. 1713 wurde an dem Kerkerbach die Schlagmühle erbaut. Sie war jedoch nicht lange tätig, da sie bereits vor 1770 wieder stillgelegt wurde. Etwa gleichzeitig setzte das Hausiererwesen ein. Die Handelsrouten der „Sachengänger“ reichten vom Rheinland bis nach Sachsen und in die Schweiz. Gehandelt wurde vor allem mit Töpferwaren, Wäsche und Kleidung. Die Obrigkeit versuchte ab 1730 dieses Gewerbe mit der „Krämerzunftordnung für die Kirchspiele Frickhofen und Lahr“ in geordnete Bahnen zu lenken. Ebenfalls ab 1730 ist der Kartoffelanbau in der Region belegt.
Im Jahr 1736 beteiligen sich die Hintermeilinger Bauern am „Klöppelstreit“, einem Aufstand gegen den Landesherrn in Dillenburg. Ursache war die Kriegssteuer die Fürst Christian von Nassau-Dillenburg den Dörfern auferlegt hatte. Die Bauern jagten die Pfändungsbeamten aus den Dörfern. Ungefähr 1600 Bauern versammelten sich zu einem Heerlager am Seeweiher Mengerskirchen. Die Bauern holten den Franziskaner Cornelius aus Hadamar als Feldprediger. Vieh und bewegliches Vermögen hatten die Bauern über die nahen Grenzen in andere Herrschaften gebracht. Es kam zu vereinzelten Zusammenstößen zwischen den Bauern und Soldaten aus Dillenburg sowie Soldaten aus Weilburg die zur Verstärkung herangeeilt waren. Gleichzeitig riefen die Bauern das Reichskammergericht an. Das Gericht bestätigte am 13. Juni 1736 jedoch Fürst Christian von Nassau-Dillenburg in seinem Recht und verurteilte die Bauern zu einer Geldstrafe. Fürst Christian von Nassau-Dillenburg musste aber die Fürsten von Nassau-Weilburg um Hilfe bitten, um das Urteil zu vollstrecken.
Im Jahr 1726 wurde die gotische Kapelle barock umgebaut und mit einem Altar im Stil des Hadamarer Barock ausgestattet. Zwischen 1760 und 1775 wurde im Ort eine eigene Schule gegründet.
1780 wurde eine Flurbereinigung durchgeführt. Hierbei verschwanden die Reste der alten Fernstraße aus der Gemarkung. Der Ort hat zu diesem Zeitpunkt 42 Nachbarn die als Vollbauern überwiegend vom Ertrag ihres Hofes lebten und 13 Hepenhauer, Halbbauern die neben der Landwirtschaft noch einem Handwerk nachgingen. Infolge der Flurbereinigung wurde die verbesserte Dreifelderwirtschaft eingeführt. 1789 wurde eine umfassende Beschreibung des Kirchspiels Lahr angefertigt. Der Ort Hintermeilingen hatte 325 Einwohner und 57 Gebäude mit einem Brandkatasterwert von 20.520 Gulden. Die Gemarkungsgröße betrug 800 Morgen.
Während des Ersten Koalitionskrieges kam es ab 1792 wieder zu Truppendurchmärschen und Einquartierungen. Im Jahr 1795 plünderten französische Truppen die Orte im Amt Ellar. Nach einer Aufstellung des Amtmanns Creutzer betrug von 1795 bis 1800 der in Hintermeilingen entstandene Schaden 56.148 Gulden 8 Albus.

### Großherzogtum Berg
Im Jahr 1806 wurde Hintermeilingen in das Großherzogtum Berg eingegliedert. Der Ort gehörte zur Mairie Lahr im Canton Hadamar. Dieser gehört zum Arrondissement Dillenburg und damit zum Département Sieg. Aus Hintermeilingen waren fünf Personen im französischen Militärdienst. Für das Jahr 1809 ist ein Kalkofen an der Schlagmühle belegt.
Während der Zugehörigkeit zum Großherzogtum Berg traten Zahlreiche neue Rechtsordnungen ein. Auf das Ortsbild wirke sich das Verbot von Strohdächern 1810 am stärksten aus. Diese Verordnung sollte im Brandfall das Überspringen des Feuers auf weitere Gebäude verhindern. Dem Brandschutz diente auch die Einführung von Schornsteinfegern. Mit der Schulreform im Großherzogtum Berg 1810 wurde die Schule in die Trägerschaft der Zivilgemeinde übergeben und ein ganzjähriger Schulbetrieb eingerichtet. Am 13. September 1811 wurde der Mühlenbann aufgehoben.
Nach der Niederlage Napoléon Bonaparte in der Völkerschlacht bei Leipzig wurde die Oranisch-Nassauische Landeshoheit kurzzeitig wieder hergestellt. Im November 1813 durchquerte eine Kosakenabteilung unter General Czernitcheff das Kirchspiel Lahr. Hintermeilingen hatte wieder Einquartierungen zu verzeichnen.

### Herzogtum Nassau

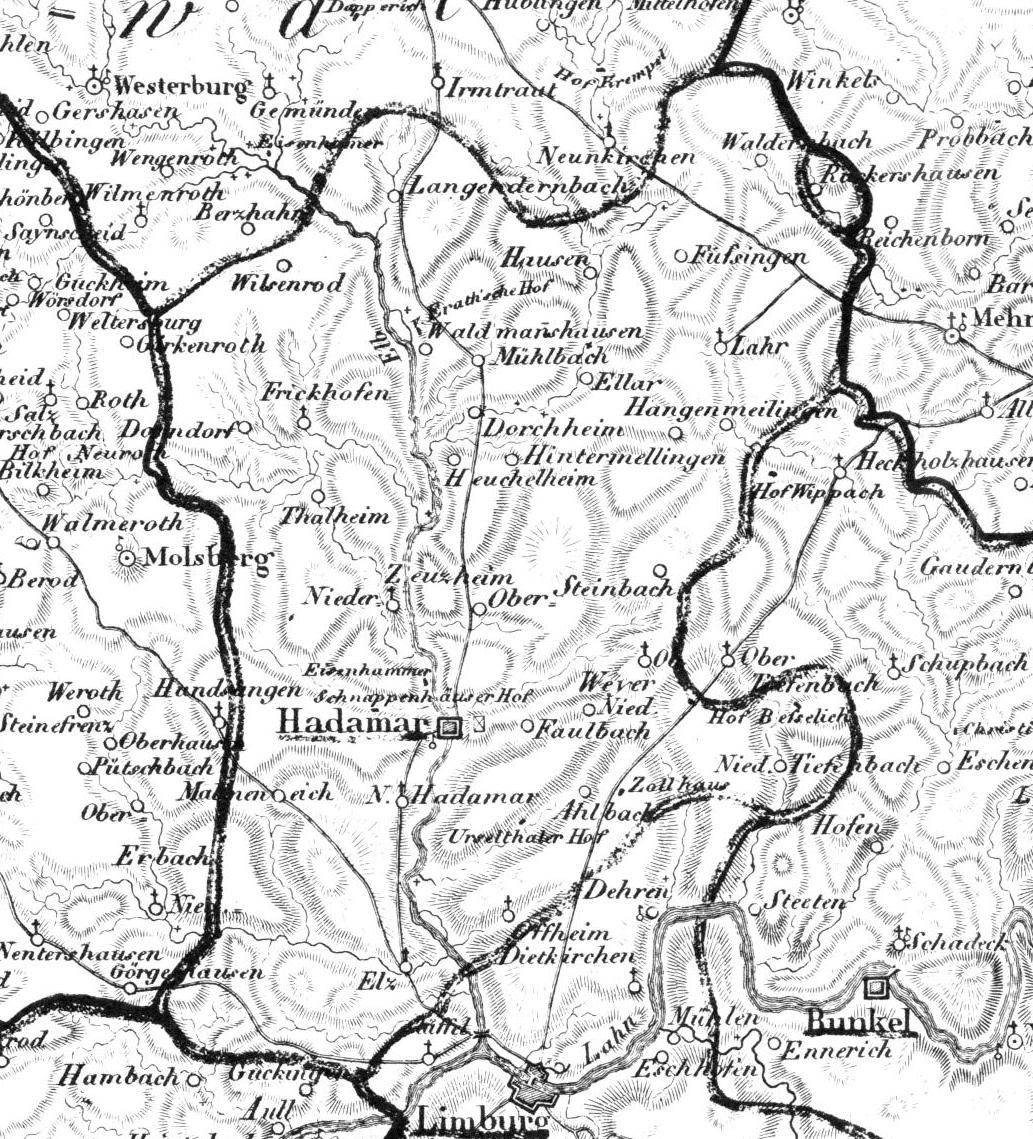
Karte von 1828 des Amt Hadamar im Herzogtum Nassau

Das Haus Oranien-Nassau tauschte seinen Besitz auf dem Westerwald schon auf dem Wiener Kongress mit dem Königreich Preußen gegen Luxemburg. Das Königreich Preußen übergab noch am selben Tag das Gebiet an das Herzogtum Nassau. Bei der Neugliederung der Ämter im Herzogtum Nassau 1816 wurde Hintermeilingen dem Amt Hadamar zugeschlagen. Über die Ereignisse während der Zugehörigkeit zum Herzogtum Nassau geben die seit 1819 geführten Schulchroniken einen Überblick.
In der herzoglich nassauischen Epoche wuchs die Bevölkerung stark an, und die Landwirtschaft konnte die Familien nicht mehr ausreichend ernähren. Viele Bewohner waren weiterhin als Hausierer unterwegs. Bekannt waren die Hintermeilinger besonders für den Handel mit Regenschirmen. Im Jahr 1825 wurde ein neues Schulgebäude am Gemeindebackhaus errichtet. Mit der Nassauischen Feuerpolizeiverordnung von 1826 wurde eine Pflichtfeuerwehr errichtet, die Dörfer Ellar, Hausen, Fussingen, Waldernbach, Lahr und Hintermeilingen bilden einen Spritzenverband. Die Feuerspritze wurde in Fussingen, dem höchstgelegenen Ort, untergestellt.
Im Oktober 1848 erreichte die Deutsche Revolution den Westerwald. Nach anfänglichen Tumulten und Steuerverweigerungen brach offener Widerstand aus, als das Militär versuchte die Steuern zu pfänden. Am 5. Februar 1849 kam es im Amt Hadamar zu flächendeckenden Ausschreitungen, an denen sich wahrscheinlich auch Bürger aus Hintermeilingen beteiligten. Durch die Zehntablösung in Nassau Weihnachten 1848 trat eine merkliche Besserung der wirtschaftlichen Verhältnisse ein. Zwischen den Jahren 1854 und 1869 wanderten insgesamt elf Familien in die Vereinigten Staaten aus.

### Königreich Preußen
Nach der Annexion des Herzogtums Nassau gehören Hintermeilingen ab September 1866 wieder zum Königreich Preußen. Dort gehörte es der Provinz Hessen-Nassau und dem Regierungsbezirk Wiesbaden an. Im Jahr 1866 wurde durch die preußische Kreis- und Provinzialordnung die nassauische Ämterteilung aufgehoben. Hintermeilingen gehörte zum Oberlahnkreis und ab 1886 zum neu gegründeten Kreis Limburg.

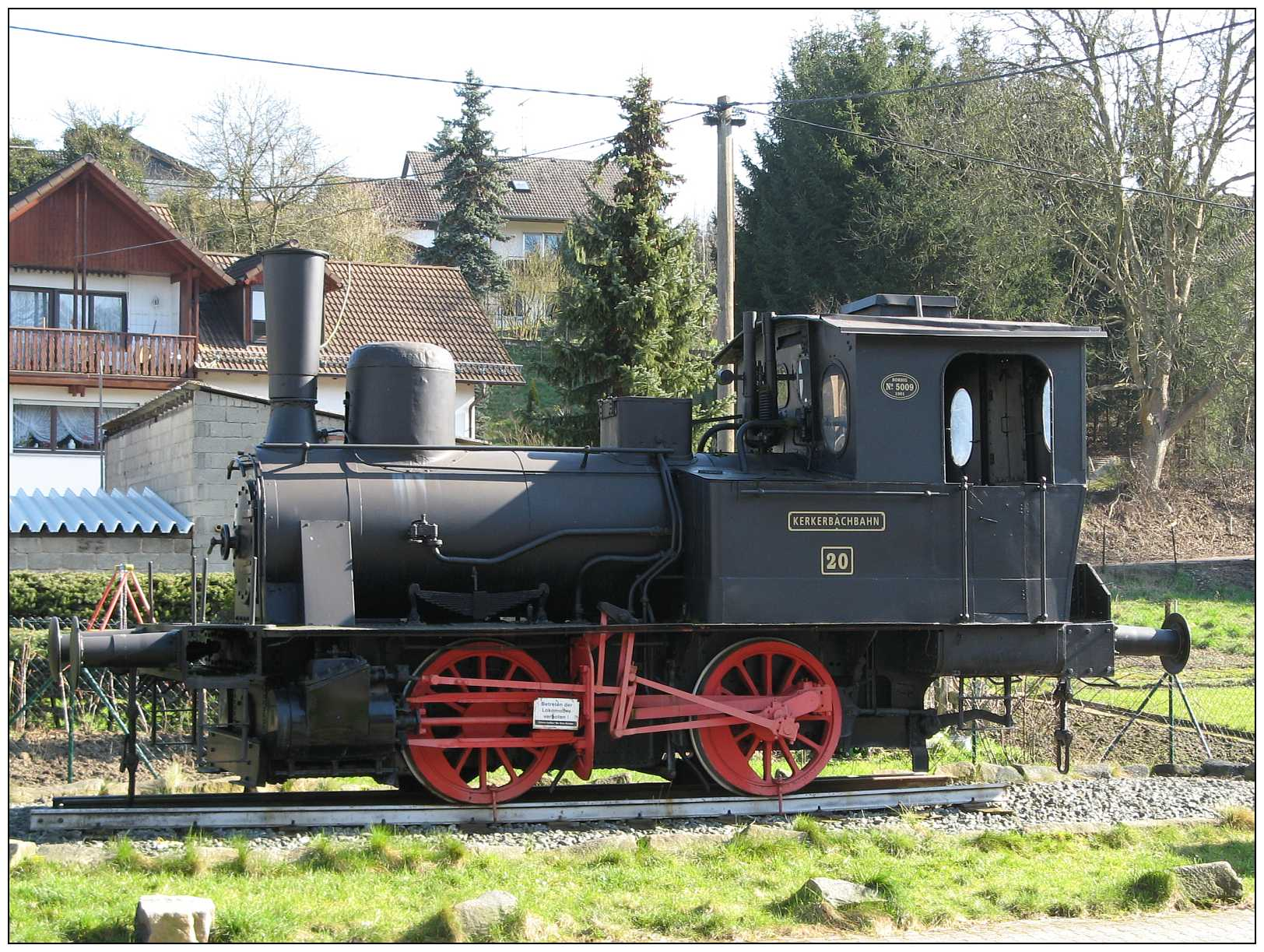
Die Lokomotive, Baujahr 1901, wurde als Denkmal für die Kerkerbachbahn in Heckholzhausen aufgestellt.

Mit dem Übergang an das Königreich Preußen änderten sich wirtschaftlichen Verhältnisse nur langsam. Ein Wirtschaftsaufschwung setzte um 1900 ein, der sich mit dem Anschluss an die Kerkerbachbahn beschleunigte. Der Bahnhof Hintermeilingen wurde am 1. Oktober 1905 eröffnet, bis zum 15. April 1908 war die Strecke bis Mengerskirchen fertig gestellt. Im geringen Umfang setzte der Fremdenverkehr ein. Aus dem Jahr 1905 stammt die älteste überlieferte Ansichtskarte von Hintermeilingen. Eine Poststation wurde zu dieser Zeit eröffnet. Im Jahr 1911 nahm die „Tongrube Maria“ die Arbeit auf. Eine zweite Grube „Bawir II“ wurde etwa gleichzeitig angelegt.
Im Jahr 1891 wurde der Sängerchor Hintermeilingen gegründet, der bis 2015 bestand. 1900 wurde ein neues Schulgebäude erbaut. Während des Ersten Weltkriegs wurden russische und französische Kriegsgefangene als Grubenarbeiter in den Tongruben eingesetzt. In den Kriegshandlungen des Ersten Weltkriegs sind 27 Einwohner gefallen oder als vermisst gemeldet worden.

### Weimarer Republik
Nach dem Ersten Weltkrieg lag Hintermeilingen gemäß dem Friedensvertrag von Versailles an der Grenze des entmilitarisierten Streifens des Rheinlands. Truppen der deutschen Reichswehr waren hier von 1919 bis 1924 stationiert. In Hundsangen befanden sich amerikanische Truppen, in Diez und Limburg befanden sich französische Truppen.
Neben der Kerkerbachbahn wurde 1926, mit der Haltestelle der Kraftpostlinie Mengerskirchen – Hadamar, ein zweiter Anschluss an den öffentlichen Personenverkehr eingerichtet. In den 1920er Jahren nutzten immer mehr Bewohner die besseren Verkehrsanbindungen und pendelten als Bauarbeiter in das Rheinland und das Ruhrgebiet. Ebenfalls setzte der Tourismus verstärkt als Erwerbsquelle ein, mit Beginn des Zweiten Weltkrieges kam er jedoch wieder zum Erliegen.
Um 1920 wurde im Ort ein eigener Friedhof eingerichtet. Bis zu diesem Zeitpunkt wurde auf dem Friedhof in Lahr beerdigt. Es mehrere zahlreiche Vereine aus dem katholischen Umfeld gegründet, so 1928 die DJK oder 1930 die katholische Jugend. Im Jahr 1932 bauten die Einwohner von Hintermeilingen die Kirche Maria Verkündigung.

### Zeit des Nationalsozialismus
Die Machtergreifung durch den Nationalsozialismus führte ab dem Jahr 1933 zu einer tief greifenden Veränderung des Vereinslebens. Die bestehenden säkularen Vereine wurden in die NS-Organisationen eingebunden (Gleichschaltung). Am 1. Juni 1934 wurde die Freiwillige Feuerwehr Hintermeilingen gegründet. Die kirchlichen Vereine wurden am 25. November 1937 verboten.
Die Vorbereitungen zum Zweiten Weltkrieg waren in Hintermeilingen wahrnehmbar. Im September 1936 lag der Ort in einem ausgedehnten Manövergebiet. Vom 30. November 1939 bis zum 29. Januar 1940 waren Soldaten der 10. Panzer-Division der Wehrmacht, zur Vorbereitung des Westfeldzugs, im Ort untergebracht. Bis zum 10. Mai 1945 folgten weitere Truppendurchmärsche.
Am 22. Dezember 1943 wurde in einem Luftkampf ein britischer Bomber Typ Halifax II-A über dem Heidenhäuschen abgeschossen. Der Rumpf des Flugzeuges stürzte in der unmittelbaren Nähe des Dorfes ab. Neville Short, ein Mitglied der Besatzung, konnte sich mit dem Fallschirm retten und nach Kriegsende nach England zurückkehren.
Am 27. März 1945 besetzten Soldaten der 1. US-Armee den Ort, damit war der Zweite Weltkrieg in Hintermeilingen beendet. Der Ort wurde der Amerikanischen Besatzungszone zugeteilt und somit Teil Hessens. Insgesamt fielen in diesem Krieg 40 Einwohner, 20 Einwohner wurden als vermisst gemeldet.

### Bundesrepublik Deutschland

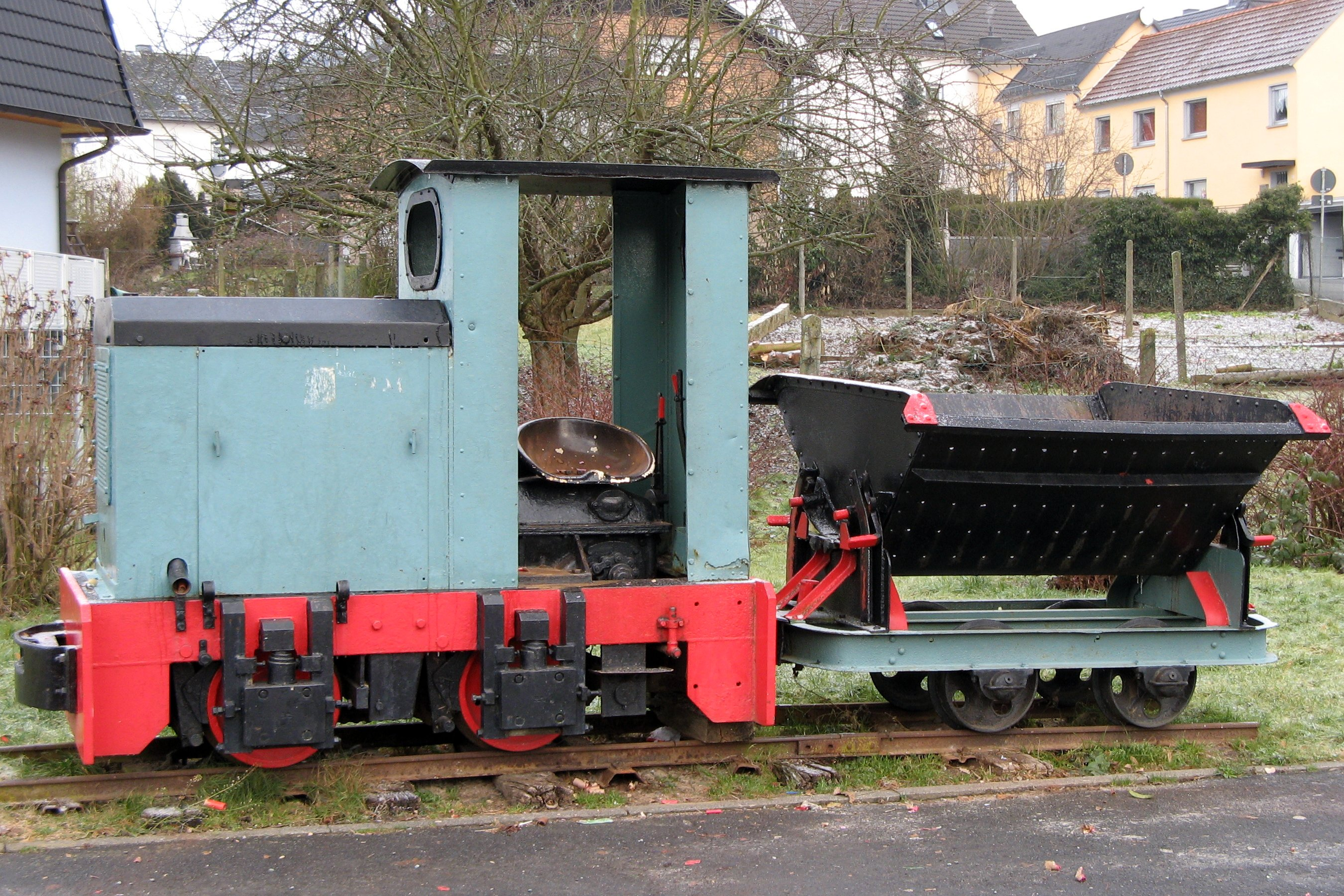
Lokomotive der Grube Maria (geliefert 1942)

Bis zum Jahr 1968 gehörte der Ort zum Kreis Limburg im Regierungsbezirk Wiesbaden. Danach wurde er Teil des Regierungsbezirks Darmstadt. Die fortschreitende technische Entwicklung führte zu einer schrittweisen Abkehr von der Landwirtschaft. In den 1950er und 1960er Jahren wurde der Ort stark modernisiert. So wurde 1954 eine Wasserversorgung der Haushalte installiert, seit Oktober 1962 eine regelmäßige Müllabfuhr eingerichtet, 1964 das Pfarrheim mit Kindergarten errichtet, 1968 für den Schulunterricht ein neues Gebäude erbaut und 1971 die Ortsdurchfahrt ausgebaut. Hierbei wurde die gotische Kapelle abgerissen. Ein Sportheim wurde 1974 erbaut.

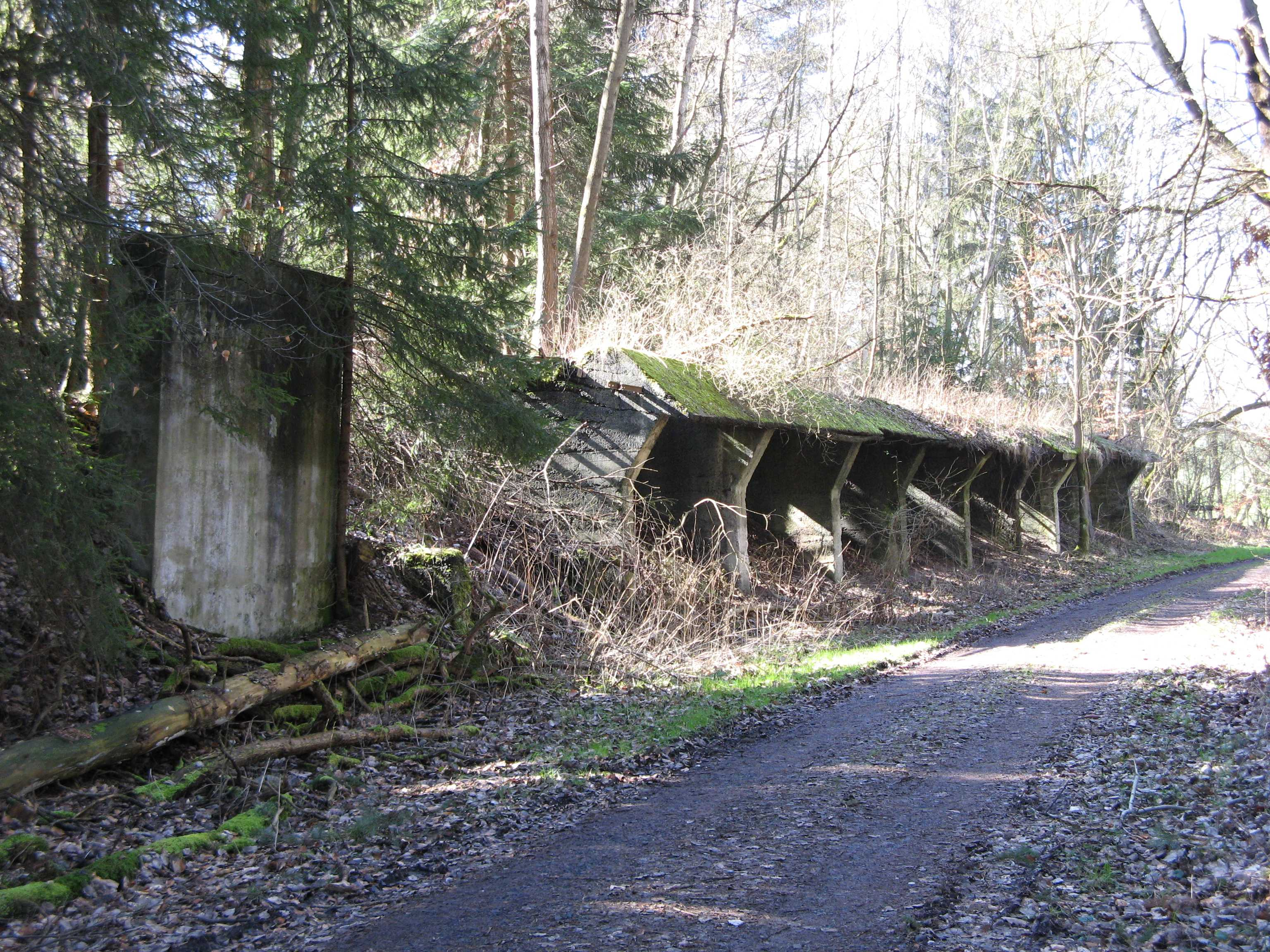
Ehemalige Laderampen der Kerkerbachbahn im Bereich Hintermeilingen

Die Kerkerbachbahn stellte am 20. Dezember 1960 den Betrieb in Hintermeilingen endgültig ein, die Betriebsanlagen wurden zurückgebaut. Der Gütertransport der Tongruben verlagerte sich auf die Straßen. Der Bevölkerungsanteil der Heimatvertriebenen betrug 16 % im Jahr 1961 und war etwa so hoch wie im Kreis Limburg insgesamt (19 %). Der größte Teil der Heimatvertriebenen stammte aus der damaligen Tschechoslowakei.
Im Zuge der Gebietsreform in Hessen genehmigte die Landesregierung mit Wirkung zum 31. Dezember 1970 den Zusammenschluss der Gemeinden Ellar und Hintermeilingen zu einer Gemeinde mit dem Namen Ellar. Zum Abschluss der Gebietsreform wurden die Gemeinden Ellar und Waldbrunn am 1. Juli 1974 kraft Landesgesetz zu einer Gemeinde mit dem Namen Waldbrunn, deren Namen am 1. Januar 1977 in Waldbrunn (Westerwald) geändert wurde, zusammengeschlossen. Für alle ehemals eigenständigen Gemeinden von Waldbrunn wurden Ortsbezirke mit Ortsbeirat und Ortsvorsteher nach der Hessischen Gemeindeordnung gebildet.
Mit dem allgemeinen Wirtschaftsaufschwung belebte sich ab den 1960er Jahren auch der Tourismus. Am 20. Juli 1977 wurde dem Ort das Prädikat Erholungsort verliehen. Im Jahr 1980 folgte der Beitritt zur Initiative Ferienland Westerwald-Lahn-Taunus. Am 24. Oktober 1984 wurde allen Ortsteilen der Gemeinde Waldbrunn (Westerwald) das Prädikat staatlich anerkannter Luftkurort verliehen.
In den späten 1970er Jahren begann die aufwendige Renaturierung der stillgelegten Teile der Tongruben. Die Postfiliale schloss am 30. September 2002. Die Pendlerbewegung verschob sich zunehmend in das Rhein-Main-Gebiet.

### Verwaltungsgeschichte im Überblick
Die folgende Liste zeigt die Staaten bzw. Herrschaftsgebiete und deren untergeordnete Verwaltungseinheiten, in denen Hintermeilingen lag:
- Im Früh- und Hochmittelalter: Herrschaft Ellar. Die Herrschaft Ellar bestand im Früh- und Hochmittelalter aus den Zenten Lahr, Elsoff (Westerwaldkreis, Rheinland-Pfalz), Niederzeuzheim und Frickhofen (Bleseberg), weshalb die Herrschaft auch als die „Vier Zehnten“ bezeichnet wurde.
- bis 1367: Heiliges Römisches Reich, Grafschaft Diez (1337–1405 als Pfand zur Grafschaft Hadamar)
- 1367–1405: Heiliges Römisches Reich, Grafschaft Katzenelnbogen, „Vier Zehnten“
- 1405–1479: Heiliges Römisches Reich, „Vier Zehnten“ (1/3 im Besitz von Nassau-Dillenburg und 2/3 im Besitz der Grafschaft Katzenelnbogen)
- 1479–1534: Heiliges Römisches Reich, „Vier Zehnten“ (2/3 der Landgrafschaft Hessen und 1/3 den Grafen von Nassau-Dillenburg)
- 1534–1557: Heiliges Römisches Reich, „Vier Zehnten“ (Landgrafschaft Hessen, die Grafen von Nassau-Dillenburg und Kurtrier je 1/3)
- 1557–1606: Heiliges Römisches Reich, Grafschaft Sayn, „Vier Zenten“
- 1606–1650: Heiliges Römisches Reich, Grafschaft Nassau-Hadamar, „Vier Zehnten“
- 1650–1711: Heiliges Römisches Reich, Fürstentum Nassau-Hadamar, Amt Mengerskirchen
- 1717–1743: Heiliges Römisches Reich, Fürstentum Nassau-Dillenburg, Amt Mengerskirchen
- 1743–1806: Heiliges Römisches Reich, Grafen von Nassau-Diez als Teil des Fürstentums Nassau-Oranien, Amt Mengerskirchen
- 1806–1813: Großherzogtum Berg, Département Sieg, Arrondissement Dillenburg, Kanton Hadamar
- 1813–1815: Fürstentum Nassau-Oranien, Amt Mengerskirchen
- ab 1816: Herzogtum Nassau, Amt Hadamar
- ab 1849: Herzogtum Nassau, Kreisamt Hadamar[Anm. 1]
- ab 1854: DeHerzogtum Nassau, Amt Hadamar
- ab 1867: Norddeutscher Bund[Anm. 2], Königreich Preußen, Provinz Hessen-Nassau, Regierungsbezirk Wiesbaden, Oberlahnkreis[Anm. 3]
- ab 1871: Deutsches Reich, Königreich Preußen, Provinz Hessen-Nassau, Regierungsbezirk Wiesbaden, Oberlahnkreis
- ab 1886: Deutsches Reich, Königreich Preußen, Provinz Hessen-Nassau, Regierungsbezirk Wiesbaden, Kreis Limburg
- ab 1918: Deutsches Reich, Freistaat Preußen, Provinz Hessen-Nassau, Regierungsbezirk Wiesbaden, Kreis Limburg
- ab 1944: Deutsches Reich, Freistaat Preußen, Provinz Nassau, Landkreis Limburg
- ab 1945: Amerikanische Besatzungszone, Groß-Hessen, Regierungsbezirk Wiesbaden, Landkreis Limburg
- ab 1946: Amerikanische Besatzungszone, Land Hessen, Regierungsbezirk Wiesbaden, Landkreis Limburg
- ab 1949: Bundesrepublik Deutschland, Land Hessen, Regierungsbezirk Wiesbaden, Landkreis Limburg
- ab 1968: Bundesrepublik Deutschland, Land Hessen, Regierungsbezirk Darmstadt, Landkreis Limburg
- ab 1971: Bundesrepublik Deutschland, Land Hessen, Regierungsbezirk Darmstadt, Landkreis Limburg, Gemeinde Ellar[Anm. 4]
- ab 1974: Bundesrepublik Deutschland, Land Hessen, Regierungsbezirk Darmstadt, Landkreis Limburg-Weilburg, Gemeinde Waldbrunn[Anm. 5]
- ab 1981: Bundesrepublik Deutschland, Land Hessen, Regierungsbezirk Gießen, Landkreis Limburg-Weilburg, Gemeinde Waldbrunn

## Bevölkerung

### Einwohnerentwicklung
| Jahr | Haushalte |
| ---- | --------- |
| 1574 | 24        |
| 1612 | 20        |
| 1620 | 18        |
| 1637 | 9         |
| 1666 | 8         |
| 1679 | 12        |

| Jahr | Haushalte |
| ---- | --------- |
| 1751 | 38        |
| 1804 | 61        |
| 1820 | 92        |
| 1840 | 109       |
| 1851 | 145       |
| 1866 | 144       |

| Hintermeilingen: Einwohnerzahlen von 1603 bis 2011 | Hintermeilingen: Einwohnerzahlen von 1603 bis 2011 | Hintermeilingen: Einwohnerzahlen von 1603 bis 2011 | Hintermeilingen: Einwohnerzahlen von 1603 bis 2011 | Hintermeilingen: Einwohnerzahlen von 1603 bis 2011 |
| --- | -------------------------------------------------- | -------------------------------------------------- | -------------------------------------------------- | -------------------------------------------------- |
| Jahr |                                                    |                                                    |                                                    | Einwohner                                          |
| 1603 | 1603                                               |                                                    | 88                                                 | 88                                                 |
| 1751 | 1751                                               |                                                    | 216                                                | 216                                                |
| 1789 | 1789                                               |                                                    | 325                                                | 325                                                |
| 1810 | 1810                                               |                                                    | 332                                                | 332                                                |
| 1834 | 1834                                               |                                                    | 422                                                | 422                                                |
| 1840 | 1840                                               |                                                    | 447                                                | 447                                                |
| 1846 | 1846                                               |                                                    | 487                                                | 487                                                |
| 1852 | 1852                                               |                                                    | 533                                                | 533                                                |
| 1858 | 1858                                               |                                                    | 513                                                | 513                                                |
| 1864 | 1864                                               |                                                    | 555                                                | 555                                                |
| 1871 | 1871                                               |                                                    | 562                                                | 562                                                |
| 1875 | 1875                                               |                                                    | 577                                                | 577                                                |
| 1885 | 1885                                               |                                                    | 568                                                | 568                                                |
| 1895 | 1895                                               |                                                    | 555                                                | 555                                                |
| 1905 | 1905                                               |                                                    | 557                                                | 557                                                |
| 1910 | 1910                                               |                                                    | 545                                                | 545                                                |
| 1925 | 1925                                               |                                                    | 710                                                | 710                                                |
| 1939 | 1939                                               |                                                    | 615                                                | 615                                                |
| 1946 | 1946                                               |                                                    | 781                                                | 781                                                |
| 1950 | 1950                                               |                                                    | 761                                                | 761                                                |
| 1956 | 1956                                               |                                                    | 760                                                | 760                                                |
| 1961 | 1961                                               |                                                    | 781                                                | 781                                                |
| 1967 | 1967                                               |                                                    | 926                                                | 926                                                |
| 1970 | 1970                                               |                                                    | 985                                                | 985                                                |
| 1986 | 1986                                               |                                                    | 1.099                                              | 1.099                                              |
| 1995 | 1995                                               |                                                    | ?                                                  | ?                                                  |
| 2005 | 2005                                               |                                                    | 1.313                                              | 1.313                                              |
| 2011 | 2011                                               |                                                    | 1.236                                              | 1.236                                              |
| Datenquelle: Historisches Gemeindeverzeichnis für Hessen: Die Bevölkerung der Gemeinden 1834 bis 1967. Wiesbaden: Hessisches Statistisches Landesamt, 1968. Weitere Quellen: LAGIS; und ; Zensus 2011 |                                                    |                                                    |                                                    |                                                    |

### Einwohnerstruktur 2011
Nach den Erhebungen des Zensus 2011 lebten am Stichtag, dem 9. Mai 2011, in Hintermeilingen 1236 Einwohner. Darunter waren 96 (7,7 %) Ausländer.
Nach dem Lebensalter waren 237 Einwohner unter 18 Jahren, 443 zwischen 18 und 49, 270 zwischen 50 und 64 und 183 Einwohner waren älter.
Die Einwohner lebten in 504 Haushalten. Davon waren 138 Singlehaushalte, 141 Paare ohne Kinder und 183 Paare mit Kindern, sowie 33 Alleinerziehende und 9 Wohngemeinschaften. In 90 Haushalten lebten ausschließlich Senioren und in 363 Haushaltungen lebten keine Senioren.

### Historische Religionszugehörigkeit
| • 1885: | 568 katholische (= 100 %) Einwohner                               |
| • 1961: | 48 evangelische (= 6,15 %), 733 katholische (= 93,85 %) Einwohner |

## Religion

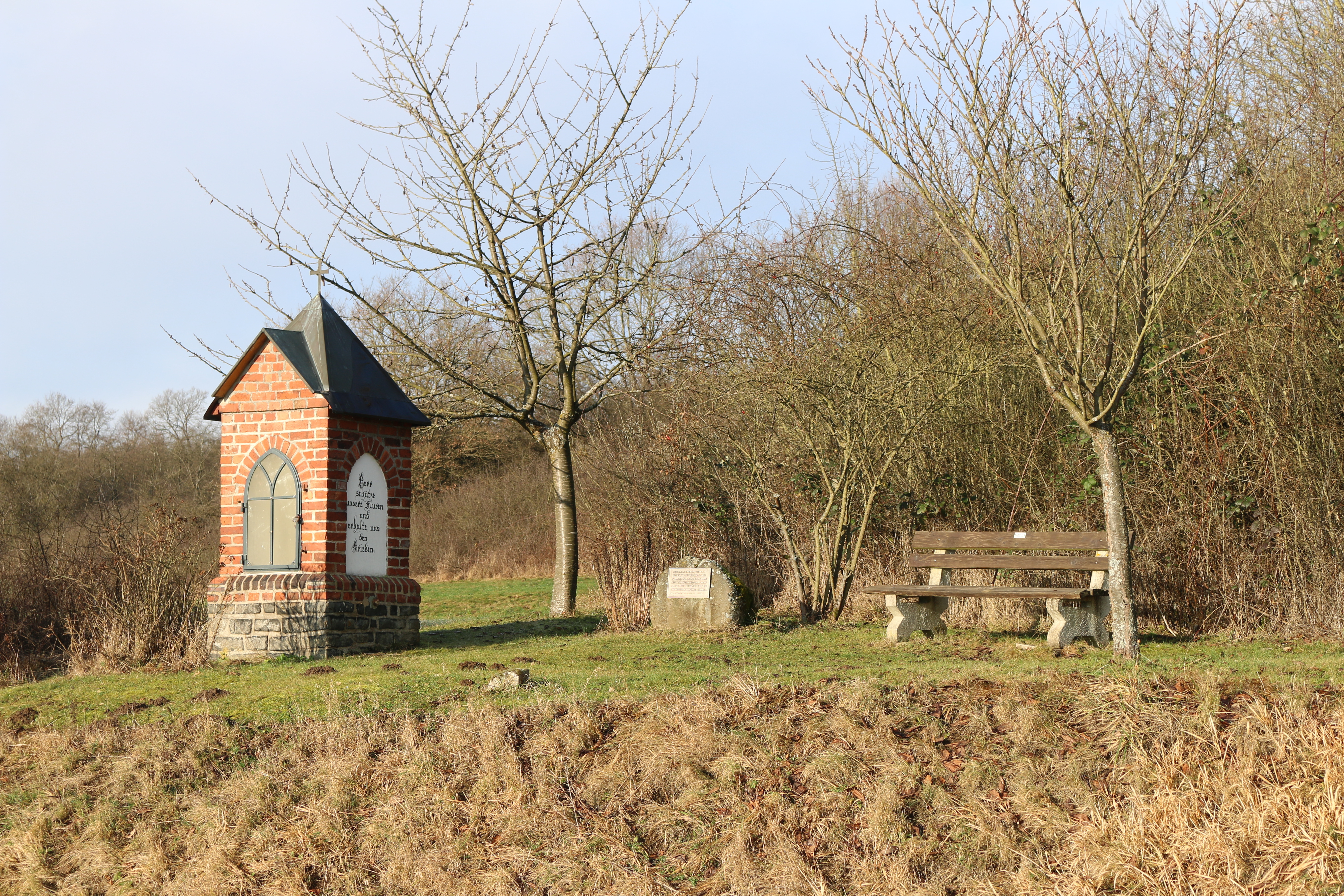
Bildstock an der Straße Richtung Lahr

Die vorherrschende Konfession ist Römisch-katholisch. Ungefähr 64 % der Einwohner gehören diesem christlichen Glauben an. Mit den Aktionen wie den Sternsingern wirkt die Gemeinde im Dorf über die Kirche hinaus. Zahlreiche Bildstöcke und Wegkreuze prägen das Ortsbild und die Gemarkung.
Der Ort liegt im Bistum Limburg. Am 1. September 2005 wurden die katholischen Pfarreien Lahr (mit Hintermeilingen), Hausen-Fussingen und Ellar zum Pastoralen Raum Waldbrunn zusammengelegt. Zum 1. Januar 2020 gingen diese Pfarreien in der neuen Großpfarrei St. Blasius im Westerwald auf.
Ungefähr 17 % der Einwohner gehören der evangelischen Kirche an. Die nächste evangelische Kirche ist in Heckholzhausen. Etwa 19 % der Einwohner gehören anderen Religionsgruppen an oder sind konfessionslos.

## Politik
Der Ort gehört bei Wahlen zum Deutschen Bundestag zum Wahlkreis „178 Rheingau-Taunus – Limburg“, für Wahlen zum Hessischen Landtag zum Wahlkreis „21 Limburg-Weilburg I“.
Ortsbeirat
Mit der Gebietsreform ist die Gemeindeverwaltung auf die Gemeinde Waldbrunn (Westerwald) übergegangen. Im Ort besteht ein Ortsbeirat aus fünf Mitgliedern. An der Spitze des Ortsbeirats steht der Ortsvorsteher Helmut Knapp. Der Ortsbeirat hat, gegenüber der Gemeindevertretung, Vorschlags- und Anhörungsrecht in den Angelegenheiten, die den Ort betreffen.
Die Wahl des Ortsbeirats richtet sich nach dem hessischen Kommunalwahlrecht. Dieses sieht das Kumulieren und Panaschieren vor. Die Kommunalwahlen in Hessen 2021 ergaben, für den Ortsbeirat, folgende Ergebnisse:
| Parteien und Wählergemeinschaften | Parteien und Wählergemeinschaften           | Sitze 2021 | Sitze 2016 | Sitze 2011 | Sitze 2006 | Sitze 2001 |
| CDU                               | Christlich Demokratische Union Deutschlands | 4          | 3          | 3          | 3          | 3          |
| SPD                               | Sozialdemokratische Partei Deutschlands     | 1          | 2          | 2          | 2          | 2          |
| Gesamt                            | Gesamt                                      | 5          | 5          | 5          | 5          | 5          |

Ortsvorsteher ist Helmut Knapp (CDU).
Ortswappen

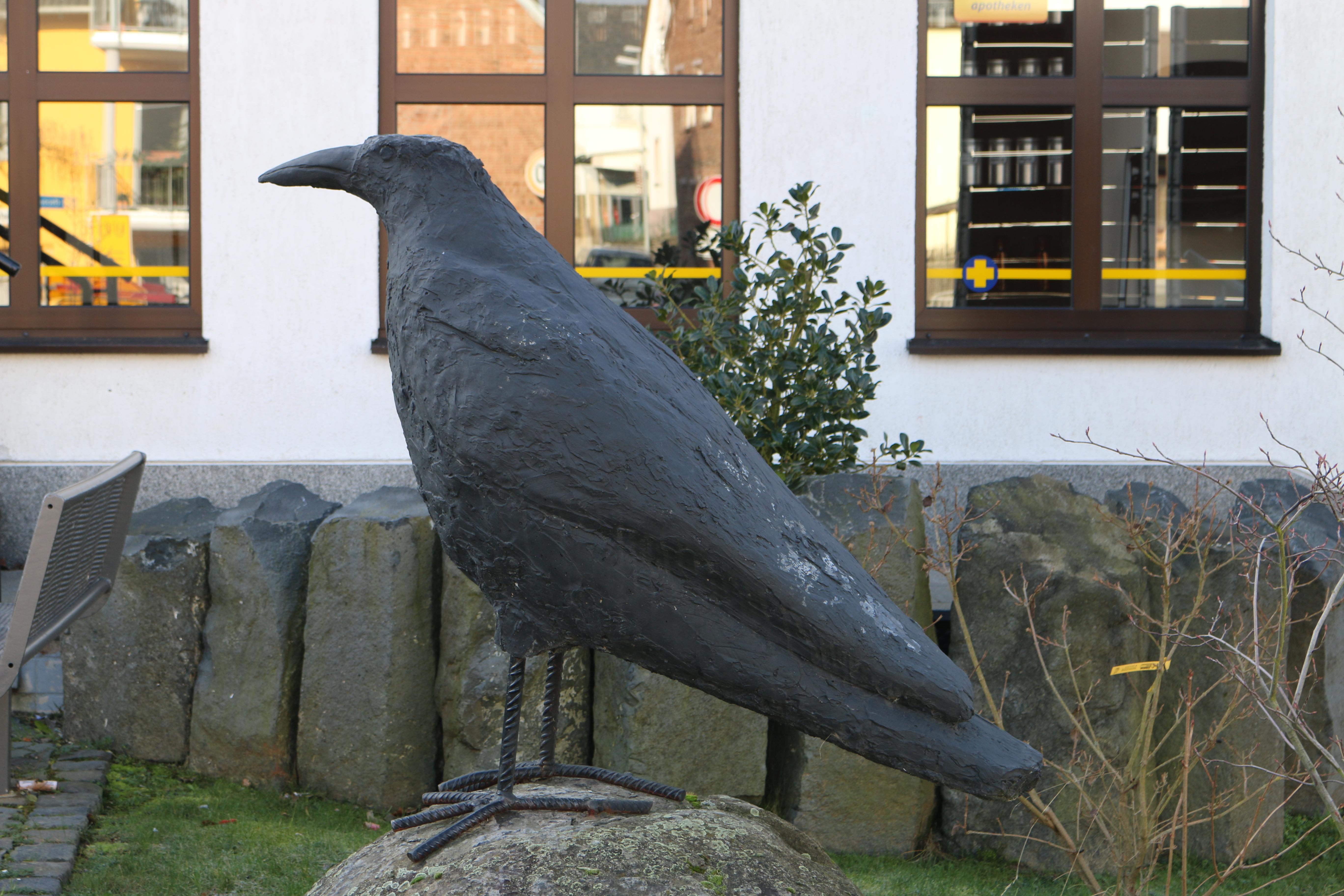
Skulptur des „Malinger Roawe“

Der Ort führte bis zur Gebietsreform in den 1970er Jahren kein eigenes Wappen. Im Zuge der Gebietsreform übernahm die Gemeinde Waldbrunn (Westerwald) das Wappen des Orts Ellar als Gemeindewappen. Als inoffizielles Wappentier dient dem Ortsteil Hintermeilingen ein Rabe, der als Malinger Roawe bezeichnet wird.

## Kultur und Sehenswürdigkeiten

### Vereine
Das kulturelle Leben des Dorfes wird von den Vereinen getragen. Das Vereinsleben ist von dem traditionellen katholischen Milieu geprägt. Es bestehen Vereine wie die „DJK SV Schwarz-Weiß“ (gegründet 1928), die „kath. Frauengemeinschaft“ (gegründet 1930) im Ort. Die 1969 gegründete „Katholische Arbeitnehmer-Bewegung“ (KAB) ist kurz nach der Jahrtausendwende aufgelöst worden. Ein Kirchenchor besteht seit 1984.

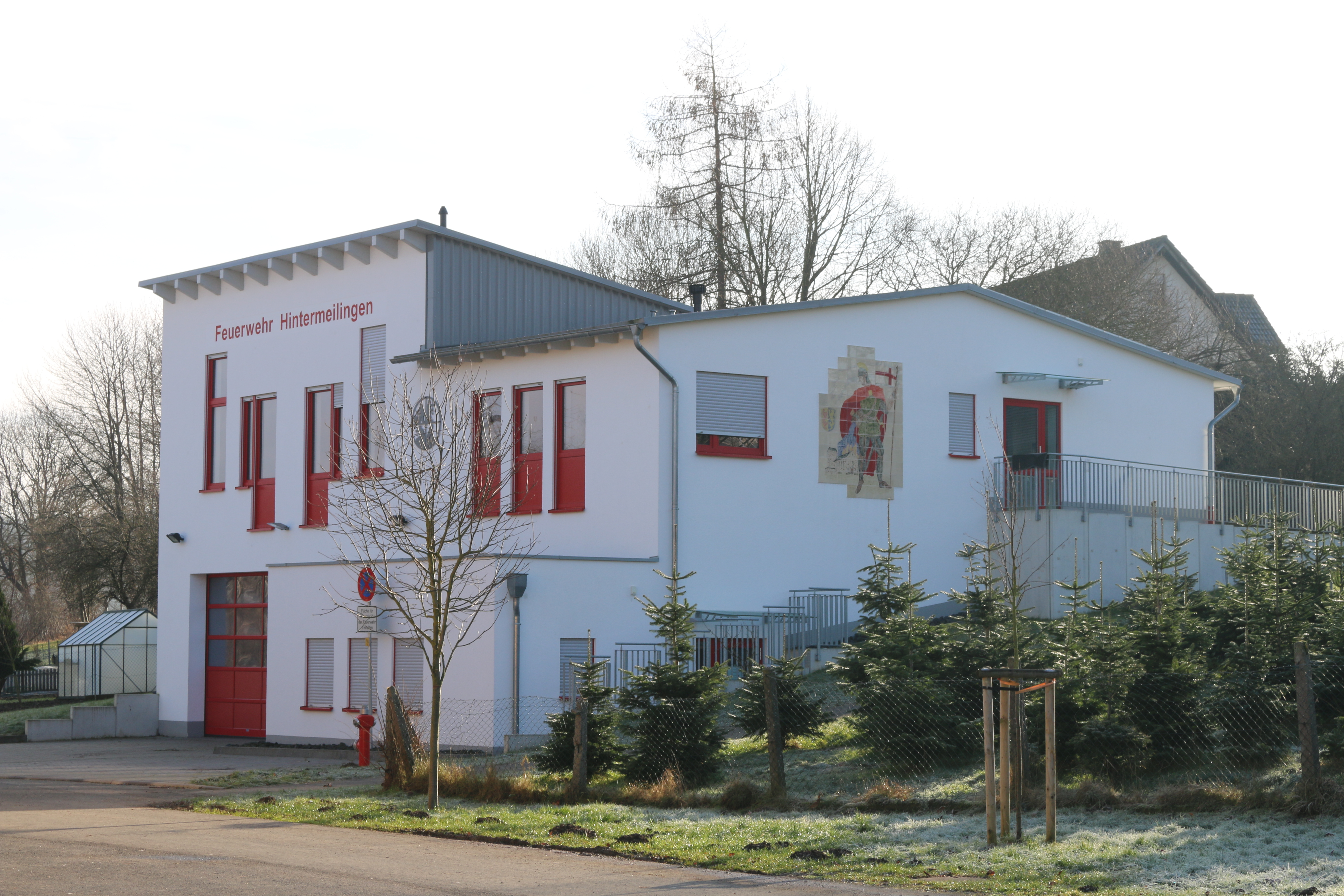
Feuerwehrhaus der Freiwilligen Feuerwehr Hintermeilingen

Die Freiwillige Feuerwehr Hintermeilingen wurde im Jahr 1934 gegründet. Seit 19. Mai 1982 ist sie mit der Jugendfeuerwehr in der Jugendarbeit tätig. Seit 1949 besteht ein Zweigverein des Sozialverband VdK Deutschland. Der VdK Ortsverband Steinbach-Hintermeilingen ist mit Wirkung zum 1. Januar 2009 mit dem VdK Ortsverband Waldbrunn verschmolzen.
Der Naturschutzbund (NABU) Ortsgruppe Hintermeilingen (gegründet 1980) ist aktiv im Umwelt- und Naturschutz tätig.

### Sport
Der Ort verfügt einen Fußball-Rasenplatz. Mehrere Vereine wie der DJK SV Schwarz-Weiß e. V., der Tisch-Tennis-Club (gegründet 1976) und der 1. Fischerei- und Angelsportverein Waldbrunn e. V. (gegründet 1978) organisieren ein sportliches Programm. Der Verein DJK Schwarz-Weiß e. V. ist seit 2016 Teil des FC Waldbrunn. Vom Ort aus sind mehrere Nordic-Walking-Strecken ausgeschildert. Startpunkt ist die Mehrzweckhalle Hintermeilingen.

### Naturdenkmäler
Der Abbau von Ton im Tagebau wurde im Jahr 1911 in Hintermeilingen in der Grube „Maria“ begonnen. Mit der in der Nähe liegenden Grube „Barwir II“ bestand etwa zeitgleich eine zweite Grube. In den 1970er Jahren wurde auf den, vom Betreiber Gailschen Tonwerke AG, Gießen, stillgelegten Flächen, durch den Verein Naturschutzbund mit der Renaturierung begonnen. Die Bemühungen um die Renaturierung wurden 1981 mit der einzigen Goldplakette des „Bundeswettbewerb Industrie und Landschaft“ ausgezeichnet.
Im Bereich der Tongruben wurde ein 10,3 Hektar großes Naturschutzgebiet ausgewiesen. Im Wesentlichen besteht das Biotop aus einem abgestuften Heckengebiet. Dieses ist dem Hochwald vorgelagert. In diesem Gebiet wurden zahlreiche Teiche und Tümpel angelegt. Das Biotop dient als Rückzugsraum für zahlreiche Vögel- sowie anderen Tier- und Pflanzenarten.
Eine ehemalige Lokomotive mit Güterlore, Spurweite 600 Millimeter, aus der Tongrube steht seit dem Jahr 1983 als Denkmal vor dem Dorfgemeinschaftshaus Hintermeilingen. Im Wald Richtung Heckholzhausen sind noch Reste der Laderampen zu finden.

### Regelmäßige Veranstaltungen
Das wichtigste Fest des Dorfes ist die Kirmes, die am Wochenende nach dem 15. August gefeiert wird. Seit 2002 findet jährlich die Veranstaltung „Waldbrunn on the Road“ (Im Volksmund: „Waldbrunn uf de Baa“) statt. Für den Rad-, Wander- und Skatertag werden die Straßen in Waldbrunn und den Nachbarorte für den Kraftfahrzeugverkehr gesperrt. Die Veranstaltung wird von einem umfangreichen Rahmenprogramm begleitet.

### Kulinarische Spezialitäten
Zu den einheimischen Gerichten gehört z. B. das Pfännchen. Hierbei handelt es sich um gebackene Eier mit Speck, Blut- und Leberwurst. Ebenfalls ist der Dippekuchen aus geriebenen Kartoffeln mit gewürfeltem Schinken und Eier gebraten ein traditionelles Gericht, als Beilage wird er mit Äppelmok (Apfelmus) verzehrt. Ein weiteres traditionelles Gericht ist der Eierkäs, eine Süßspeise aus gestockten Eiern mit Milch und Zucker, für dessen Zubereitung mit der Eierkässeih (Eierkäsesieb) ein spezielles Geschirr benötigt wird.
Traditionelle Getränke sind Apfelwein und Kornbrand. Mittlerweile hat das Bier jedoch die vorherrschende Bedeutung. Wie in anderen Orten wurde zu Silvester Brocksel zubereitet. Eine Speise aus Lebkuchen, braunem Kandiszucker und Kornbrand.

### Bauwerke

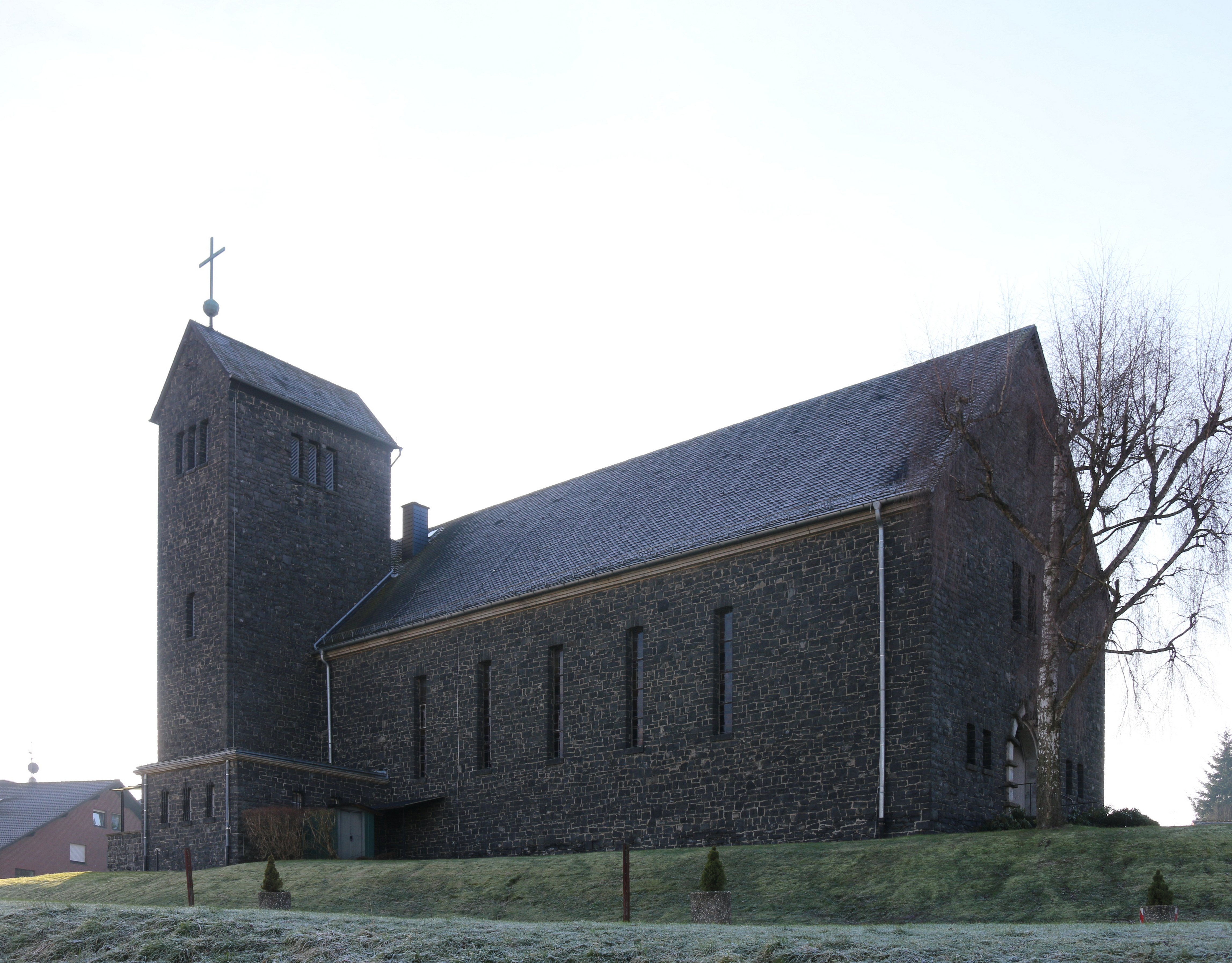
Kirche Hintermeilingen

Die katholische Kirche „Maria Verkündigung“ wurde im Jahr 1932 von der Bevölkerung erbaut. Als Baustoff diente Basalt der vor Ort, am Honigberg, gewonnen wurde. Die Höhe des Kirchturms beträgt 18 Meter. Am 1. Mai 1932 erfolgte die Grundsteinlegung. Noch im gleichen Jahr, am 15. Dezember 1932, erfolgte die Einsegnung durch Dekan Weidenfeller aus Langendernbach. Das Patronat „Maria Verkündigung“ hatte die Kirche von der gotischen Kapelle übernommen. Die Kirche steht nicht am Standort der gotischen Kapelle. Diese stand an der Ecke Schieferstraße/Bahnhofstraße. Dort befindet sich heute ein Brunnen. Im Inneren der Kirche befindet sich eine Marienstatue aus Gips (um 1900) die vermutlich in einer Kölner Werkstatt gefertigt wurde. Weiterhin steht in der Kirche eine Statue der heiligen Theresia von Lisieux (um 1930). Die Orgel der Kirche wurde 1972/73 gebaut und verfügt über 1072 Pfeifen.

## Wirtschaft und Infrastruktur

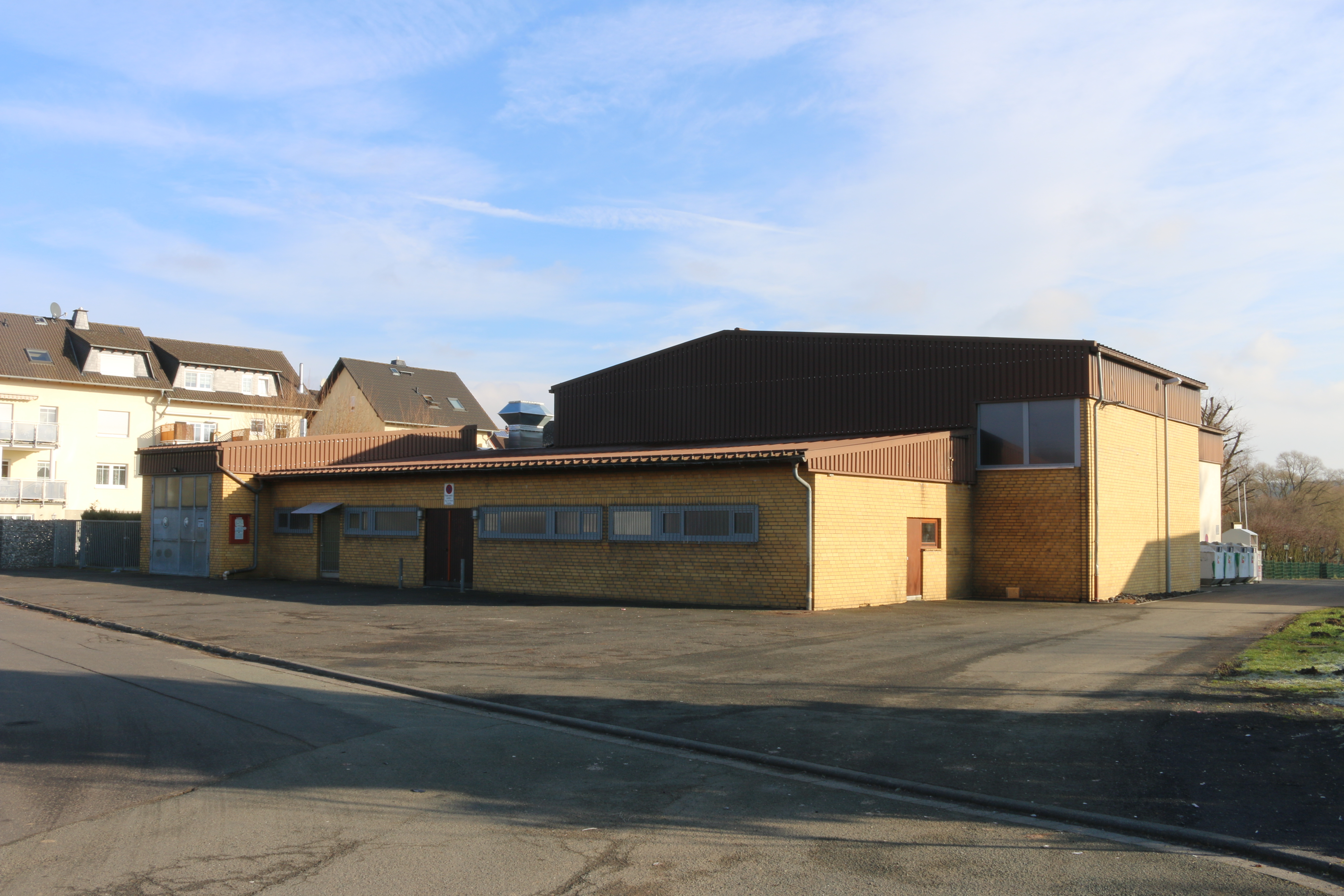
Das Dorfgemeinschaftshaus in Hintermeilingen

Es bestehen die ortsübliche Handwerks- und Dienstleistungsbetriebe. Die meisten Erwerbstätigen pendeln nach Limburg und in das Rhein-Main-Gebiet. Der Ort besitzt ein Dorfgemeinschaftshaus.

### Verkehr

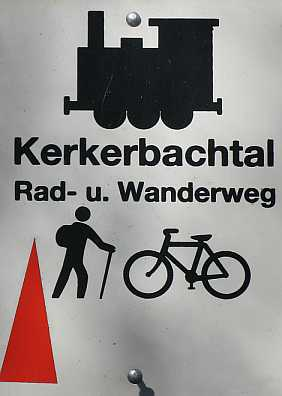
Wegweiser des Kerkerbachbahn Rad- und Gehweg

Durch den Ort verlaufen keine Fernstraßen. Die nächsten Anschlussstellen an die Bundesstraße 49 befinden sich in Obertiefenbach. Seit der Stilllegung der Kerkerbachbahn existiert keine Bahnlinie mehr. Es verkehren regelmäßig Buslinien nach Limburg an der Lahn. Die Entfernung zum Flughafen Frankfurt beträgt etwa 80 km. Hintermeilingen liegt am Wanderweg „IV“ des Westerwald-Vereins und am Kerkerbachtalradweg. Der Ort hat ein ausgedehntes Netz an ausgeschilderten Wander- und Nordic-Walking-Wegen.

### Bildung
In Hintermeilingen besteht die katholische Kindertagesstätte „Maria Verkündigung“. Der Ort verfügt über eine Grundschule. Als weiterführende Schule dienen als Haupt- und Realschule die Westerwaldschule in Waldernbach. Das nächste Gymnasium ist in Hadamar, weiterhin werden weiterführende Schulen in Limburg an der Lahn besucht.

### Öffentliche Einrichtungen
In Hintermeilingen sorgt die Freiwillige Feuerwehr Hintermeilingen, gegr. 1934 (seit 19. Mai 1982 mit ihrer Jugendfeuerwehr), für den abwehrenden Brandschutz und die allgemeine Hilfe.

## Persönlichkeiten
- Christian Stähler (* 24. Dezember 1808 in Hintermeilingen; † 18. September 1869 in Frankfurt-Sindlingen), deutscher römisch-katholischer Priester und Mitglied der Zweiten Kammer der Landstände des Herzogtums Nassau
- Christof May (* 8. April 1973 in Hintermeilingen; † 8. Juni 2022 in Limburg), deutscher römisch-katholischer Priester, Regens des Limburger Priesterseminars sowie Bischofsvikar für Kirchenentwicklung und Domkapitular im Limburger Domkapitel